# Circuito de condensado
El circuito de condensado hace referencia a una porción de un ciclo térmico. En un ciclo térmico  se utiliza vapor para hacer girar una turbina y así producir electricidad mediante el accionamiento de un generador eléctrico, luego que el vapor sale de la turbina el mismo debe ser condensado para convertir el vapor de agua en agua líquida.
La misión del circuito de condensado es extraer el agua del condensador mediante la o las bombas de extracción de condensado e impulsarlo a través de los calentadores de baja presión y del desgasificador hasta el depósito de almacenamiento que hay debajo de él, denominado tanque de agua de alimentación, del que aspiran las bombas de alimentación de la caldera. Los calentadores de baja presión reciben vapor de las extracciones de la turbina, siendo la temperatura y la presión del vapor cada vez más elevadas a medida que avanzamos en el sentido de circulación del agua.
El desgasificador, aparte de desairear el agua, es un calentador de mezcla que recibe vapor de otra extracción de la turbina.
Por tanto, el circuito de condensado está constituido fundamentalmente por los siguientes elementos:
- Bombas de extracción de condensado.
- Calentadores de baja presión.
- Desgasificador.

- Datos: Q2881847